# Pericampylus
Pericampylus é um género botânico pertencente à família Menispermaceae.

## Espécies
| - Pericampylus aduncus - Pericampylus assamicus - Pericampylus formosanus - Pericampylus glaucus - Pericampylus heterophyllus - Pericampylus incanus | - Pericampylus lanuginosus - Pericampylus macrophyllus - Pericampylus membranaceus - Pericampylus omeiensis - Pericampylus prainianus - Pericampylus trinervatus |